# Kushim (indivíduo)
Kushim pode ser considerado o primeiro exemplo conhecido de um indivíduo com nome na História. O nome foi encontrado na tabuleta de Kushim, uma antiga tabuleta de argila suméria (c. 3400–3000 a.C.) usada para registrar transações comerciais de cevada.
O nome "Kushim" é mencionado em dezoito tabuletas, e acredita-se que seja um indivíduo ou uma organização responsável pelo registro de transações. A ideia de Kushim se referir a uma organização, porém, é considerada menos provável.

## Tabuletas doperíodo de Uruque

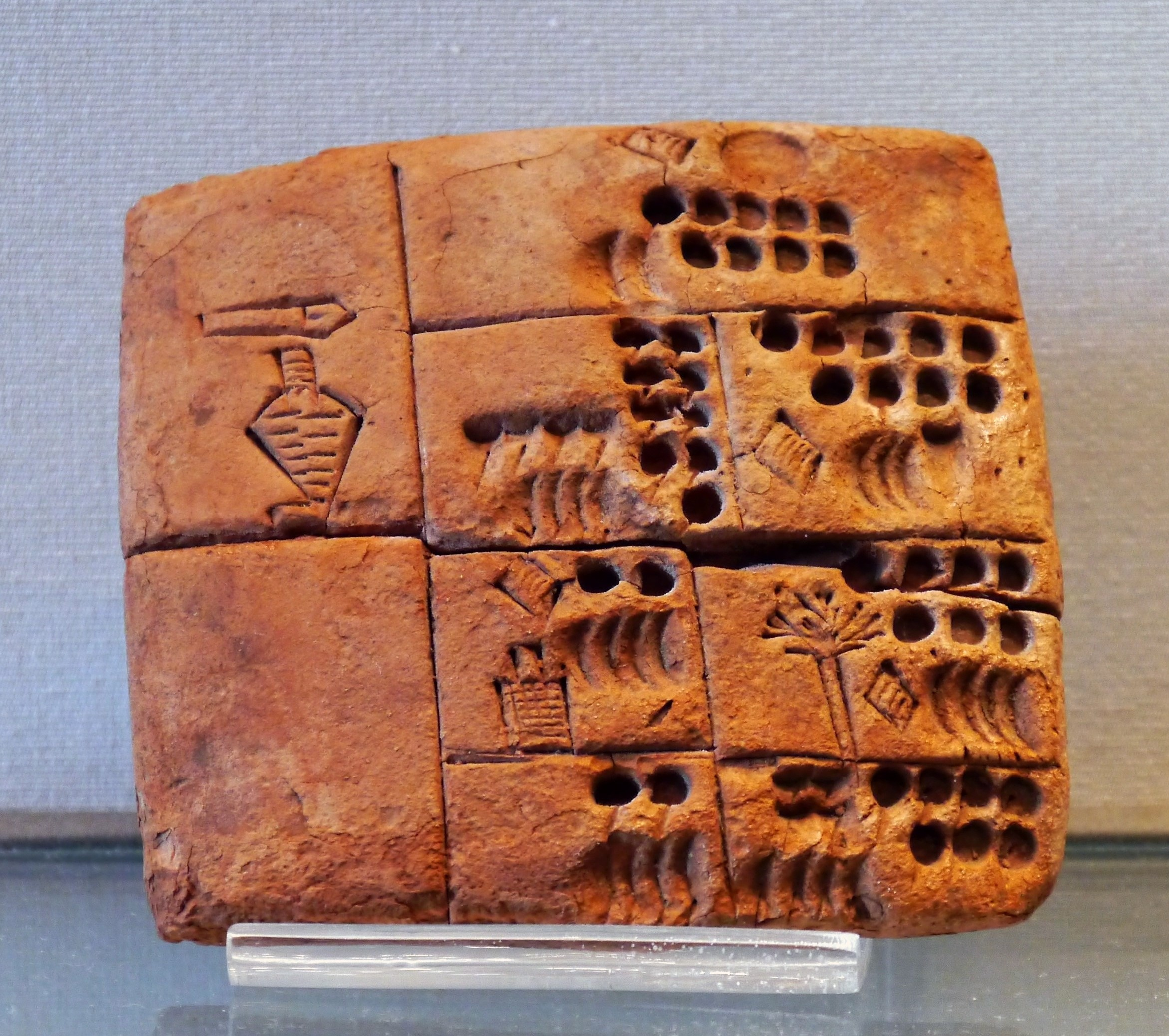
Uma das tabuletas assinadas por Kushim.

A escrita na antiga cidade suméria de Uruque era usada principalmente para manter registros essenciais.
A “tabuleta de Kushim” é uma tábua de argila detalhando uma transação comercial e é um dos primeiros exemplos de escrita rébus.
Nela, está inscrito: “29,086 medidas de cevada 37 meses Kushim”.
De acordo com Yuval Noah Harari, o provável significado dessa frase é “Um total de 29,086 medidas de cevada foram entregues ao longo de 37 meses. Assinado, Kushim.” 
Até 1993, foram encontradas 18 tabuas com o nome Kushim.
Outra tábua do período Uruk que contém nomes data de 3100 AC, que inclui o nome de um dono de escravos, Gal-Sal, e seus dois escravos, En-pap X e Sukkagir. Está tabua foi produzida uma ou duas gerações após a tabua de Kushim.

## Identidade

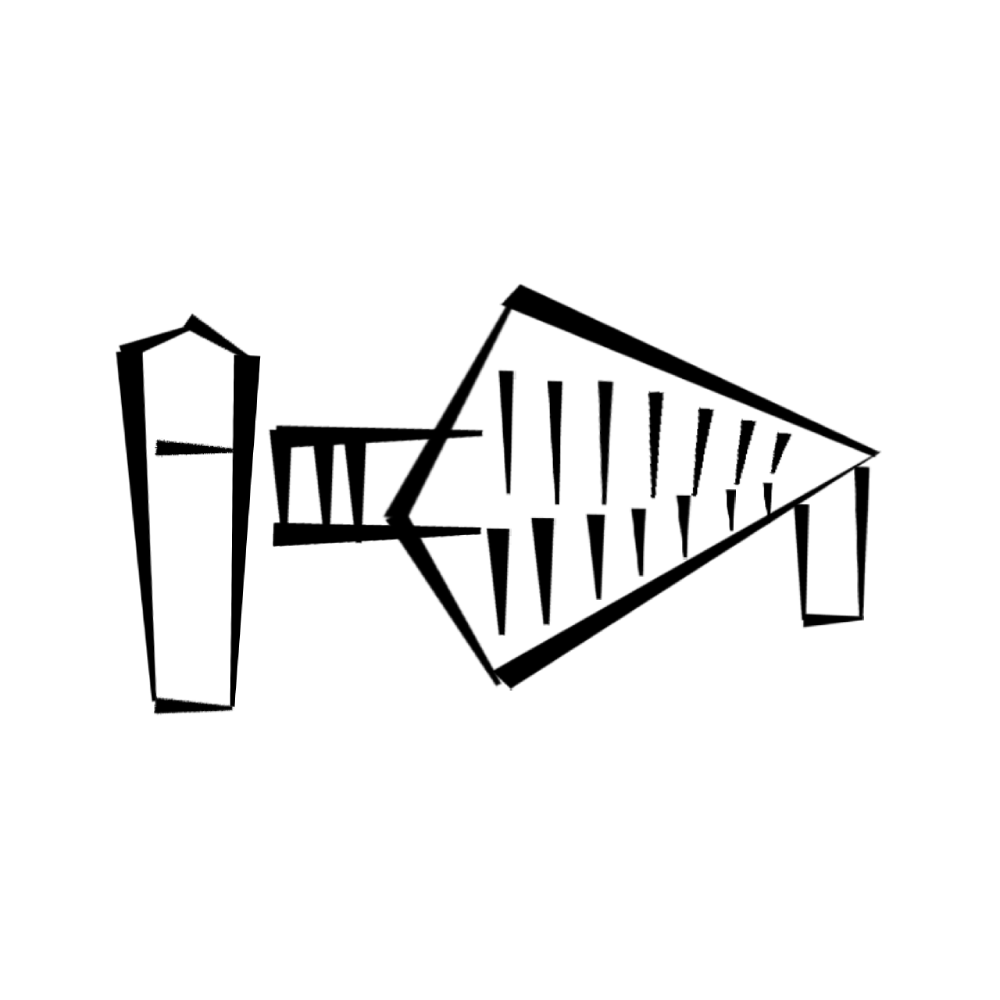
"Kushim"

Acredita-se que Kushim tenha sido um indivíduo ou um título genérico de um titular de cargo. Os caracteres cuneiformes "KU" e "ŠIM" não foram apresentados com muito contexto, e por isso é difícil determinar se tais combinações de sinais denotam uma pessoa, o escritório da pessoa, ou uma instituição inteira. Kushim foi responsável pela produção e armazenamento da cevada.
Além de ideogramas para quantidades e nomes de oficiais que receberam cevada, a tabuleta também contém uma entrada para o administrador e entradas para a data ou período de transações. A falta de um ideograma para zero, crucial para qualquer sistema numérico baseado em posição, resultava ocasionalmente em erros aritméticos. A noção de zero deveria ser expressada por qualquer espaço em branco, o que era às vezes esquecido ou ignorado.
Algumas das tabuletas cobram a distribuição da cevada a vários funcionários, como vários débitos, com a soma no verso como um único crédito para a quitação da obrigação de Kushim. Um registro relativamente simples mostra a cobrança de variadas quantidades de cevada a três oficiais em seu anverso, enquanto a Kushim é creditada a quantidade total distribuída aos oficiais no verso.
Entretanto, o verso também pode ser interpretado como a conta de Kushim. Outras tabuletas são mais intricadas, exibindo a entrada de vários ingredientes no anverso (malte, lúpulo etc.) e diferentes tipos de cerveja como saída no verso. Uma tabuleta mostra Kushim fornecendo 14.712 litros de cevada a quatro oficiais, aos quais foram devidamente entregues.